# Список керівників держав 742 року
Список керівників держав 742 року — це перелік правителів країн світу 742 року.
Список керівників держав 741 року — 742 рік — Список керівників держав 743 року — Список керівників держав за роками

## Європа
- Абазгія — Костянтин II (730—745)
- Айлех — Аед Аллан мак Фергайле (722—743)
- Айргіалла — до 825 невідомо
- Королівство Східна Англія — Ельфвальд (713—749)
- Королівство Астурія — Альфонсо I (739—757)
- Герцогство Баварія — Оділон (736—748)
- Перше Болгарське царство — Севар (738—753)
- Брихейніог — Теудр I (735—760?)
- Волзька Болгарія — Ірхан (? — 765?)
- Венеційська республіка — Magister militum Джованні Фабрічіако (742); дож Теодато Іпато (742-755)
- Вессекс — Кутред (740—756)
- Візантійська імперія — Костянтин V (741—775)
  - Неаполітанське герцогство — Григорій I (739—755)
  - Равеннський екзархат — Євтіхій (728—752)
- Королівство Гвент — Ітел III ап Морган (715—755)
- Гвікке — Осред? (736—756)
- Королівство Гвінед — Родрі ап Ідвал (720—754)
- Дал Ріада — Еоган мак Муйредах (736—759)
- конунґ данів — Гаральд Боєзуб (735?-770?)
- Дівед — Теудос (730—760)
- Думнонія — король Дівнуал ап Ітел (715—750)
- Королівство Ессекс — Селред (738—746)
- Іберійське князівство — Гуарам III (693—748)
- Ірландія — верховний король Аед Аллан мак Фергайле (734—743)
- Карантанія — князь Борут (740—750)
- Королівство Кент — Едберт І (725—748)
- Король лангобардів — Лютпранд (712—744)
  - Герцогство Беневентське — Годшалк (740–743)
  - Сполетське герцогство — Тразімунд II (740—742); Агіпранд (742—744)
  - Герцогство Фріульське — Рачіс (739—744)
- Ленстер — Муйредах мак Мурхадо (738—760)
- Мерсія — Етельбальд (716—757)
- Морганнуг — Ітел III ап Морган (715—755)
- Коннахт — Аед Балб МакІннрехтах (735 — до 756?)
- Мунстер — Кахал III мак Фіґгуйне (721—742); Кахуссах мак Етерскелай (742—769)
- Король піктів — Енгус I (732—761)
- Королівство Нортумбрія — Едберт (737—758)
- Королівство Повіс — Елісед ап Гвілог (725—755)
- Королівство Сассекс — Етельберт (717/722—757)
- Сейсіллуг — Артен ап Сейсілл (740—807)
- Стратклайд — Теудебур ап Белі (722—752)
- Улад — Катуссах мак Елелло (735—749)
  - Конайлле Муйрхемне — Фагалл (Фаллах) Фінн мак Енгусса (741—743)
  - Ві Ехах Кобо — Айлілль мак Федліммід (739—761)
- Король Міде Домналл Міді мак Мурхада (715—763)
- Франкське королівство:
  - Австразія — до 743 нового короля не було.
  - Нейстрія — мажордом Піпін III Короткий (741—768)
  - Герцогство Васконія — персональна унія з герцогством Аквітанія до 768; Гатон (735—744)
- Фризьке королівство — Альдгісл II (734—748)
- Хозарський каганат — Біхар (730—755)
- Швеція — Гаральд Боєзуб (695? — 8 століття)
- Святий Престол — папа римський Захарій (741—752)
- Вселенський патріарх — Анастасій (730—754)
  - Аль-Андалус — Абд аль-Малік ібн-Катан аль-Фіхрі (740—742); Балдж ібн-Біхр аль-Кушайрі (742); Талаба ібн-Салама аль-Амілі (742—743)
  - Тбіліський емірат — до 813 невідомо

## Азія
- Близький Схід:
  - Праведний халіфат — Хішам ібн Абдул-Малік (724—743)
    - Вірменський емірат — Марван ібн Мухаммед Кру (732—744)
    - Дербентський емірат — Асад ібн Зафір (736—745)
- Індія:
  - Західні Ганги — Шріпуруша (726—788)
  - Камарупа — Харшадева (725—745)
  - самраат Кашмірської держави Лалітадітья Муктапіда (724—760)
  - Династія Майтрака — Сіладітія V (740—762)
  - Династія Паллавів — Нандіварман II (731—796)
  - Держава Пандья — Мараварман Раджасінга I (735—765)
  - Раджарата — раджа Аггабодхі VI (741—781)
  - Чалук'я — Вікрамадітья II (733—744)
  - Східні Чалук'ї — Вішну-вардхан III (719—755)
- Індонезія:
  - Шривіджая — Рудра Віккама (728—742); Дармасету (742—775)
- Китай:
  - Династія Тан — Сюань-цзун (712—756)
  - Тибетська імперія — Меагцом (704—755)
- Наньчжао — Мень Пілоге (728—748)
- Корея:
  - Об'єднана Сілла — ісагим (король) Хьосон (737—742); Кьондок (742—765)
  - Пархе — Мун-ван (737—793)
- Паган — король Теін Кун (734—744)
- Персія:
  - Дабуїди — Фаррукан Малий (734—747/748)
- Середня Азія:
  - Тюргеський каганат — Кюль-чор (739—744)
  - Бухархудати — Кутайба ібн Туксбада (738/739—753)
- Ченла — Шамбхуварман (730—760)
- Японія — Імператор Сьому (724—749)

## Африка
- Аксумське царство — Легем (737—753)
- Праведний халіфат — Хішам ібн Абдул-Малік (724—743)
  - Некор (емірат) — Саліх І ібн Мансур (710—749)

## Північна Америка
- Мутульське царство — К'авііль-Чан-K'ініч (741—761)
- Баакульське царство — К'ініч-Ханааб-Пакаль II (736—751)
- Шукуупське царство — К'ак'-Хоплах-Чан-К'авііль (738—749)
- Яшчилан — Іцамнаах-Б'алам III (681—742); Йопаат Б'алам II (742—752?)
- Царство Цу'со — К'ак'-Тілів-Чан-Йо'паат (725—785)